# Europese kampioenschappen shorttrack
De Europese kampioenschappen shorttrack (officieel ISU European Short Track Speed Skating Championships) worden sinds 1997 jaarlijks gehouden. Er wordt gereden over drie afstanden: 500, 1000 en 1500 meter. Naast de individuele titels zijn er ook Europese titels in de aflossing (relay) te winnen. De vrouwen rijden een relay over 3000 meter en de mannen over 5000 meter. Sinds 2023 is er ook een gemengde aflossing over 2000 meter.
Tot en met de editie van 2021 konden rijders en rijdsters punten behalen op de drie losse afstanden. De beste rijders reden daarnaast ook nog een superfinale van 3000 meter. Op basis van alle behaalde punten werd een eindklassement opgemaakt. Recordhouders als het gaat om titels zijn de Italiaan Fabio Carta bij de mannen en de Bulgaarse Evgenja Radanova en Italiaanse Arianna Fontana bij de vrouwen met zeven Europese titels.
In 2022 moest het kampioenschap worden afgelast vanwege de coronapandemie die in 2020 uitbrak.
Sinds 2020 bestaan er voor shorttrackers uit andere continenten de viercontinentenkampioenschappen shorttrack.

## Medaillewinnaars

### Mannen eindklassement
| Jaar | Plaats          | Goud | Zilver | Brons |
| 1997 | Malmö           | Fabio Carta                                                                                                 | Mirko Vuillermin                                                                                            | Bruno Loscos                                                                                                |
| 1998 | Boedapest       | Fabio Carta                                                                                                 | Michele Antonioli Dave Versteeg                                                                             | |
| 1999 | Oberstdorf      | Fabio Carta                                                                                                 | Nicola Franceschina                                                                                         | Michele Antonioli                                                                                           |
| 2000 | Bormio          | Fabio Carta                                                                                                 | Nicky Gooch                                                                                                 | Nicola Franceschina                                                                                         |
| 2001 | Den Haag        | Bruno Loscos                                                                                                | Cees Juffermans                                                                                             | Nicky Gooch                                                                                                 |
| 2002 | Grenoble        | Fabio Carta                                                                                                 | Nicola Rodigari                                                                                             | Bruno Loscos                                                                                                |
| 2003 | Sint-Petersburg | Fabio Carta                                                                                                 | Michele Antonioli                                                                                           | Nicola Franceschina                                                                                         |
| 2004 | Zoetermeer      | Nicola Rodigari                                                                                             | Fabio Carta                                                                                                 | Nicola Franceschina                                                                                         |
| 2005 | Turijn          | Fabio Carta                                                                                                 | Arian Nachbar                                                                                               | Nicola Franceschina                                                                                         |
| 2006 | Krynica Zdrój   | Nicola Rodigari                                                                                             | Fabio Carta                                                                                                 | Pieter Gysel                                                                                                |
| 2007 | Sheffield       | Nicola Rodigari                                                                                             | Pieter Gysel                                                                                                | Yuri Confortola                                                                                             |
| 2008 | Ventspils       | Haralds Silovs                                                                                              | Niels Kerstholt                                                                                             | Nicola Rodigari                                                                                             |
| 2009 | Turijn          | Nicola Rodigari                                                                                             | Haralds Silovs                                                                                              | Viktor Knoch                                                                                                |
| 2010 | Dresden         | Nicola Rodigari                                                                                             | Thibaut Fauconnet                                                                                           | Maxime Chataignier                                                                                          |
| 2011 | Heerenveen      | Haralds Silovs                                                                                              | Sjinkie Knegt                                                                                               | Roeslan Zacharov                                                                                            |
| 2012 | Mladá Boleslav  | Sjinkie Knegt                                                                                               | Niels Kerstholt                                                                                             | Semjon Jelistratov                                                                                          |
| 2013 | Malmö           | Freek van der Wart                                                                                          | Sjinkie Knegt                                                                                               | Vladimir Grigorev                                                                                           |
| 2014 | Dresden         | Viktor An                                                                                                   | Semjon Jelistratov                                                                                          | Niels Kerstholt                                                                                             |
| 2015 | Dordrecht       | Sjinkie Knegt                                                                                               | Viktor An                                                                                                   | Semjon Jelistratov                                                                                          |
| 2016 | Sotsji          | Semjon Jelistratov                                                                                          | Shaolin Sándor Liu                                                                                          | Vincent Jeanne                                                                                              |
| 2017 | Turijn          | Semjon Jelistratov                                                                                          | Shaolin Sándor Liu                                                                                          | Sjinkie Knegt                                                                                               |
| 2018 | Dresden         | Sjinkie Knegt                                                                                               | Vladislav Bykanov                                                                                           | Semjon Jelistratov                                                                                          |
| 2019 | Dordrecht       | Shaolin Sándor Liu                                                                                          | Shaoang Liu                                                                                                 | Semjon Jelistratov                                                                                          |
| 2020 | Debrecen        | Shaoang Liu                                                                                                 | Shaolin Sándor Liu                                                                                          | Semjon Jelistratov                                                                                          |
| 2021 | Gdańsk          | Semjon Jelistratov                                                                                          | Pietro Sighel                                                                                               | Itzhak de Laat                                                                                              |
| 2022 | Dresden         | Afgelast in verband met de coronapandemie, bij volgende toernooien werd geen eindklassement meer opgesteld. | Afgelast in verband met de coronapandemie, bij volgende toernooien werd geen eindklassement meer opgesteld. | Afgelast in verband met de coronapandemie, bij volgende toernooien werd geen eindklassement meer opgesteld. |

### Mannen aflossing
| Jaar | Plaats          | Goud                                      | Zilver                                    | Brons                                     |
| 1997 | Malmö           | Verenigd Koninkrijk                       | Nederland                                 | Italië                                    |
| 1998 | Boedapest       | Verenigd Koninkrijk                       | Italië                                    | Nederland                                 |
| 1999 | Oberstdorf      | Italië                                    | Nederland                                 | Verenigd Koninkrijk                       |
| 2000 | Bormio          | Italië                                    | Verenigd Koninkrijk                       | Frankrijk                                 |
| 2001 | Den Haag        | Italië                                    | Verenigd Koninkrijk                       | Hongarije                                 |
| 2002 | Grenoble        | Italië                                    | België                                    | Duitsland                                 |
| 2003 | Sint-Petersburg | Italië                                    | Verenigd Koninkrijk                       | Frankrijk                                 |
| 2004 | Zoetermeer      | Italië                                    | Rusland                                   | Duitsland                                 |
| 2005 | Turijn          | Duitsland                                 | Nederland                                 | Oekraïne                                  |
| 2006 | Krynica Zdrój   | Italië                                    | Frankrijk                                 | Duitsland                                 |
| 2007 | Sheffield       | Duitsland                                 | Hongarije                                 | Verenigd Koninkrijk                       |
| 2008 | Ventspils       | Italië                                    | Verenigd Koninkrijk                       | Frankrijk                                 |
| 2009 | Turijn          | Italië                                    | Nederland                                 | Hongarije                                 |
| 2010 | Dresden         | Italië                                    | Duitsland                                 | Verenigd Koninkrijk                       |
| 2011 | Heerenveen      | Nederland                                 | Rusland                                   | Verenigd Koninkrijk                       |
| 2012 | Mladá Boleslav  | Nederland                                 | Rusland                                   | Duitsland                                 |
| 2013 | Malmö           | Rusland                                   | Nederland                                 | Hongarije                                 |
| 2014 | Dresden         | Rusland                                   | Nederland                                 | Duitsland                                 |
| 2015 | Dordrecht       | Rusland                                   | Hongarije                                 | Nederland                                 |
| 2016 | Sotsji          | Nederland                                 | Hongarije                                 | Verenigd Koninkrijk                       |
| 2017 | Turijn          | Nederland                                 | Rusland                                   | Italië                                    |
| 2018 | Dresden         | Nederland                                 | Rusland                                   | Hongarije                                 |
| 2019 | Dordrecht       | Hongarije                                 | Nederland                                 | Rusland                                   |
| 2020 | Debrecen        | Rusland                                   | Nederland                                 | Italië                                    |
| 2021 | Gdańsk          | Nederland                                 | Italië                                    | Rusland                                   |
| 2022 | Dresden         | Afgelast in verband met de coronapandemie | Afgelast in verband met de coronapandemie | Afgelast in verband met de coronapandemie |
| 2023 | Gdańsk          | Nederland                                 | Italië                                    | Polen                                     |

### Vrouwen eindklassement
| Jaar | Plaats          | Goud | Zilver | Brons |
| 1997 | Malmö           | Marinella Canclini                                                                                          | Ellen Wiegers                                                                                               | Elena Tikhanina                                                                                             |
| 1998 | Boedapest       | Marinella Canclini                                                                                          | Anke Jannie Landman Ellen Wiegers                                                                           | |
| 1999 | Oberstdorf      | Marinella Canclini                                                                                          | Evgenja Radanova                                                                                            | Maureen de Lange                                                                                            |
| 2000 | Bormio          | Evgenja Radanova                                                                                            | Katia Zini                                                                                                  | Evelina Rodigari                                                                                            |
| 2001 | Den Haag        | Evgenja Radanova                                                                                            | Mara Zini                                                                                                   | Stephanie Bouvier                                                                                           |
| 2002 | Grenoble        | Evgenja Radanova                                                                                            | Mara Zini                                                                                                   | Joanna Williams                                                                                             |
| 2003 | Sint-Petersburg | Evgenja Radanova                                                                                            | Stephanie Bouvier                                                                                           | Nina Jevtejeva                                                                                              |
| 2004 | Zoetermeer      | Evgenja Radanova                                                                                            | Tatiana Boroedoelina                                                                                        | Marta Capurso                                                                                               |
| 2005 | Turijn          | Tatiana Boroedoelina                                                                                        | Evgenja Radanova                                                                                            | Marta Capurso                                                                                               |
| 2006 | Krynica Zdrój   | Evgenja Radanova                                                                                            | Arianna Fontana                                                                                             | Katia Zini                                                                                                  |
| 2007 | Sheffield       | Evgenja Radanova                                                                                            | Stephanie Bouvier                                                                                           | Katia Zini                                                                                                  |
| 2008 | Ventspils       | Arianna Fontana                                                                                             | Evgenja Radanova                                                                                            | Nina Jevtejeva                                                                                              |
| 2009 | Turijn          | Arianna Fontana                                                                                             | Kateřina Novotná                                                                                            | Stephanie Bouvier                                                                                           |
| 2010 | Dresden         | Kateřina Novotná                                                                                            | Arianna Fontana                                                                                             | Elise Christie                                                                                              |
| 2011 | Heerenveen      | Arianna Fontana                                                                                             | Bernadett Heidum                                                                                            | Martina Valcepina                                                                                           |
| 2012 | Mladá Boleslav  | Arianna Fontana                                                                                             | Jorien ter Mors                                                                                             | Martina Valcepina                                                                                           |
| 2013 | Malmö           | Arianna Fontana                                                                                             | Elise Christie                                                                                              | Jorien ter Mors                                                                                             |
| 2014 | Dresden         | Jorien ter Mors                                                                                             | Elise Christie                                                                                              | Arianna Fontana                                                                                             |
| 2015 | Dordrecht       | Elise Christie                                                                                              | Sofia Prosvirnova                                                                                           | Patrycja Maliszewska                                                                                        |
| 2016 | Sotsji          | Elise Christie                                                                                              | Charlotte Gilmartin                                                                                         | Suzanne Schulting                                                                                           |
| 2017 | Turijn          | Arianna Fontana                                                                                             | Sofia Prosvirnova                                                                                           | Jekaterina Konstantinova                                                                                    |
| 2018 | Dresden         | Arianna Fontana                                                                                             | Martina Valcepina                                                                                           | Sofia Prosvirnova                                                                                           |
| 2019 | Dordrecht       | Suzanne Schulting                                                                                           | Sofia Prosvirnova                                                                                           | Elise Christie                                                                                              |
| 2020 | Debrecen        | Suzanne Schulting                                                                                           | Arianna Fontana                                                                                             | Martina Valcepina                                                                                           |
| 2021 | Gdańsk          | Suzanne Schulting                                                                                           | Anna Seidel                                                                                                 | Sofia Prosvirnova                                                                                           |
| 2022 | Dresden         | Afgelast in verband met de coronapandemie, bij volgende toernooien werd geen eindklassement meer opgesteld. | Afgelast in verband met de coronapandemie, bij volgende toernooien werd geen eindklassement meer opgesteld. | Afgelast in verband met de coronapandemie, bij volgende toernooien werd geen eindklassement meer opgesteld. |

### Vrouwen aflossing
| Jaar | Plaats          | Goud                                      | Zilver                                    | Brons                                     |
| 1997 | Malmö           | Italië                                    | Bulgarije                                 | Rusland                                   |
| 1998 | Boedapest       | Italië                                    | Nederland                                 | Duitsland                                 |
| 1999 | Oberstdorf      | Italië                                    | Bulgarije                                 | Nederland                                 |
| 2000 | Bormio          | Bulgarije                                 | Italië                                    | Verenigd Koninkrijk                       |
| 2001 | Den Haag        | Bulgarije                                 | Nederland                                 | Rusland                                   |
| 2002 | Grenoble        | Italië                                    | Bulgarije                                 | Duitsland                                 |
| 2003 | Sint-Petersburg | Italië                                    | Rusland                                   | Nederland                                 |
| 2004 | Zoetermeer      | Rusland                                   | Italië                                    | Duitsland                                 |
| 2005 | Turijn          | Rusland                                   | Frankrijk                                 | Duitsland                                 |
| 2006 | Krynica Zdrój   | Italië                                    | Frankrijk                                 | Hongarije                                 |
| 2007 | Sheffield       | Duitsland                                 | Italië                                    | Nederland                                 |
| 2008 | Ventspils       | Verenigd Koninkrijk                       | Bulgarije                                 | Duitsland                                 |
| 2009 | Turijn          | Hongarije                                 | Duitsland                                 | Nederland                                 |
| 2010 | Dresden         | Duitsland                                 | Rusland                                   | Nederland                                 |
| 2011 | Heerenveen      | Nederland                                 | Hongarije                                 | Italië                                    |
| 2012 | Mladá Boleslav  | Nederland                                 | Italië                                    | Hongarije                                 |
| 2013 | Malmö           | Nederland                                 | Duitsland                                 | Polen                                     |
| 2014 | Dresden         | Nederland                                 | Verenigd Koninkrijk                       | Hongarije                                 |
| 2015 | Dordrecht       | Rusland                                   | Nederland                                 | Hongarije                                 |
| 2016 | Sotsji          | Nederland                                 | Rusland                                   | Italië                                    |
| 2017 | Turijn          | Italië                                    | Hongarije                                 | Nederland                                 |
| 2018 | Dresden         | Rusland                                   | Hongarije                                 | Frankrijk                                 |
| 2019 | Dordrecht       | Nederland                                 | Rusland                                   | Hongarije                                 |
| 2020 | Debrecen        | Nederland                                 | Italië                                    | Rusland                                   |
| 2021 | Gdańsk          | Frankrijk                                 | Nederland                                 | Italië                                    |
| 2022 | Dresden         | Afgelast in verband met de coronapandemie | Afgelast in verband met de coronapandemie | Afgelast in verband met de coronapandemie |
| 2023 | Gdańsk          | Nederland                                 | Hongarije                                 | Italië                                    |

### Gemengde aflossing
| Jaar | Plaats | Goud      | Zilver | Brons  |
| 2023 | Gdańsk | Nederland | België | Italië |